# Medaglie olimpiche ritirate
Nel corso della storia delle Olimpiadi moderne vi sono stati diversi casi di ritiro delle medaglie assegnate.
Il Comitato Olimpico Internazionale (CIO) è l'organo di governo dei Giochi Olimpici, in caso di violazioni del regolamenti dei Giochi da parte degli atleti può procedere al ritiro, cioè all'annullamento, delle loro medaglie olimpiche. Anche il Tribunale arbitrale dello sport (CAS) avendo la giurisdizione arbitrale su tutte le questioni relative ai Giochi Olimpici e ha il potere di togliere o restituire le medaglie. Le medaglie ritirate devono essere restituite al CIO dall'atleta o dalla squadra a cui erano state assegnate e possono essere riassegnate solo dal CIO o dal CAS.
Anche l'organo di governo internazionale di ciascun sport olimpico può privare gli atleti delle medaglie per infrazioni alle regole dello sport, in questo caso le decisioni devono essere però ratificate dal CIO.

## Casi e specialità sportive
La larghissima maggioranza delle medaglie ritirate è dovuta a infrazioni riguardanti il doping. Queste infrazioni sono spesso scoperte molto tempo dopo il fatto e possono portare al ritiro delle medaglie anche molti anni dopo la loro assegnazione. In rare occasioni, le medaglie vengono ritirate per altri motivi.
Dal novembre 1905 al dicembre 2022 sono state ritirate 159 medaglie, 9 medaglie non sono state riassegnate. La maggior parte dei ritiri sono avvenuti a partire dal 2000, in seguito al miglioramento dei metodi di test antidoping, solo 20 medaglie sono state ritirate nelle edizioni dei Giochi olimpici precedenti al 2000.
La maggior parte dei casi di ritiro di medaglie è avvenuta nell'atletica leggera (53, tra cui 21 medaglie d'oro) e nel sollevamento pesi (52, tra cui 15 medaglie d'oro). Lo stato con il maggior numero di medaglie ritirate è la Russia (e le squadre russe associate), con 49 ritiri, più di quattro volte il numero del successivo e pari al 31% del totale. Gli Stati post-sovietici rappresentano 61% del totale complessivo.
Sebbene nelle Olimpiadi estive del 1980 nessun atleta sia risultato positivo ai test antidoping è stato affermato che gli atleti avevano iniziato a fare uso di testosterone e di altre sostanze per le quali non erano ancora stati sviluppati i test. Un rapporto del 1989 di una commissione del Senato australiano ha affermato che "non c'è quasi nessun vincitore di medaglie ai Giochi di Mosca, certamente non un vincitore di medaglie d'oro... che non sia sotto l'effetto di qualche tipo di sostanza: di solito diversi tipi". I Giochi di Mosca avrebbero potuto essere chiamati i Giochi dei chimici".
Un membro della Commissione medica del CIO, Manfred Donike, eseguì privatamente ulteriori test con una nuova tecnica per identificare livelli anormali di testosterone misurandone il rapporto con l'epitestosterone nelle urine. Il 20% dei campioni analizzati, compresi quelli di sedici medaglie d'oro, sarebbe stato oggetto di procedimenti disciplinari se i test fossero stati ufficiali. I risultati dei test non ufficiali di Donike convinsero in seguito il CIO ad aggiungere la sua nuova tecnica ai protocolli di analisi. Il primo caso documentato di "doping ematico" si verificò alle Olimpiadi estive del 1980, quando un corridore fu trasfuso con due pinte di sangue prima di vincere le medaglie nei 5000 m e nei 10.000 m.
Tra le edizioni estive dei Giochi olimpici, quella con il maggior numero di medaglie ritirate (50) furono le Olimpiadi di Pechino del 2008. Tra le Olimpiadi invernali, quelle che hanno il maggior numero di medaglie ritirate (13) sono quelle del 2002 a Salt Lake City, costituiscono i tre quarti del totale delle medaglie ritirate delle Olimpiadi invernali.
Tra tutte le medaglie ritirate solo undici non riguardano infrazioni riguardanti il doping e derivanti dai test antidoping:
- 1904 - Jack Egan (il cui vero nome era Frank Floyd) vinse due medaglie nel pugilato, una medaglia d'argento nella categoria pesi leggeri perdendo contro Harry Spanjer in finale e una medaglia di bronzo a pari merito nella categoria pesi welter contro il collega americano Joe Lydon. Secondo le regole della AAU era illegale combattere sotto falso nome, nel novembre 1905 l'AAU squalificò quindi Egan da tutte le competizioni AAU ed egli dovette restituire tutti i suoi premi, comprese le due medaglie olimpiche.[4]
- 1912 - Jim Thorpe vinse due medaglie d'oro nelle Olimpiadi di Stoccolma, nel pentathlon e nel decathlon. Nel 1913 il CIO venne a conoscenza che Thorpe aveva giocato a baseball nella minor league considerata professionista e gli vennero ritirate le due medaglie d'oro. Nel 1982, 29 anni dopo la morte di Thorpe, il CIO riconobbe che la squalifica era impropria in quanto nessuna non era stata presentata alcuna protesta nei confronti di Thorpe entro i termini previsti di 30 giorni. Le medaglie gli furono riassegnate e ai figli furono consegnate delle copie.[5]
- 1948 - La squadra svedese di dressage, che aveva inizialmente vinto l'oro ai Giochi del 1948, fu successivamente squalificata il 27 aprile 1949 dalla Fédération Équestre Internationale (FEI) e con l'approvazione del CIO. Gehnäll Persson era stato promosso a tenente tre settimane prima della competizione. Solo due settimane e mezzo dopo la gara, l'esercito svedese lo retrocesse a sergente. Secondo i regolamenti dell'epoca, potevano partecipare solo gli ufficiali e i "cavalieri gentiluomini", ma non i sottufficiali. Poiché Persson era stato promosso solo temporaneamente e per il periodo dei giochi, questa fu considerata una violazione delle regole. L'incidente portò la FEI a modernizzare le condizioni di iscrizione, percepite come obsolete.[6]
- 1952 - Ingemar Johansson durante la finale di pugilato categoria pesi massimi del 1952, fu squalificato dopo aver ricevuto un'ammonizione per scarsa combattività. Non gli venne quindi assegnata la medaglia d'argento. Johansson dichiarò di non aver sferrato alcun colpo all'avversario nei primi due round per stancarlo, prima di sferrare una raffica di pugni nel terzo. La medaglia d'argento gli venne assegnata successivamente nel 1982.[7]
- 1964 - Marika Kilius e Hans-Jürgen Bäumler furono privati della medaglia d'argento vinta nel 1964 nel pattinaggio artistico per motivi simili a quelli di Thorpe, avevano infatti firmato un contratto professionale poco prima dei giochi olimpici di Innsbruck. Le medaglie furono loro restituite nel 1987.[8]
- 1992 - Ibragim Samadov della Squadra Unificata è stato privato della medaglia di bronzo (e squalificato a vita) dopo aver scagliato a terra la medaglia e aver abbandonato il palco durante la cerimonia di premiazione.[9]
- 2008 - Ara Abrahamian, lottatore armeno naturalizzato svedese, nel 2008 fece un gesto simile a quello di Samadov per protesta contro una decisione arbitrale. Gli venne ritirata la medaglia di bronzo che aveva vinto nella categoria 84 kg.[10]
- 2010 - Alla Cina fu ritirata la medaglia di bronzo della prova di ginnastica a squadre femminile quando si scoprì che Dong Fangxiao all'epoca della competizione aveva 14 anni, a l'età minima per partecipare alle competizioni è di 16 anni.[11]
- 2022 - I risultati dell'evento Ski cross femminile sono stati rivisti nove giorni dopo l'evento e una settimana dopo la conclusione dei Giochi, a seguito di un ricorso della svizzera Fanny Smith che era stata penalizzata per un contatto durante la finale perdendo la medaglia di bronzo. In seguito alla decisione della commissione d'appello della FIS alla Smith venne riassegnata la medaglia di bronzo che era stata attribuita a Daniela Maier. Le due atlete e le rispettive federazioni sportive si accordarono per condividere il terzo posto, alla Maier fu quindi riassegnata la medaglia di bronzo.[12]

Ad alcuni atleti non sono mai state assegnate le medaglie a causa di varie forme di imbrogli, è il caso del maratoneta statunitense Frederick Lorz alle Olimpiadi del 1904 che fece parte della maratona in auto e quello del cavaliere svedese Bertil Sandström alle Olimpiadi del 1932. Questi atleti non sono inclusi nell'elenco in quanto sono stati squalificati prima di ricevere fisicamente le medaglie.
Il lottatore russo Besik Kudukhov risultò positivo ad un test antidoping effettuato nel 2016 su un campione prelevato durante la competizione di lotta libera 60 kg alle Olimpiadi del 2012 nella quale aveva vinto l'argento. Tuttavia, poiché Kudukhov era morto in un incidente stradale tre anni prima, la sua medaglia fu mantenuta.
Nel caso di Rick DeMont, il Comitato Olimpico degli Stati Uniti (USOC) ha riconosciuto nel 2001 la sua medaglia d'oro vinta alle Olimpiadi estive del 1972, solo il CIO ha però il potere di ripristinare la sua medaglia e, fino al 2024, non ha ritenuto di procedere. DeMont aveva originariamente vinto la medaglia d'oro nei 400 m stile libero, ma il Comitato Olimpico Internazionale (CIO) lo privò della medaglia d'oro dopo che le sue analisi delle urine post-gara risultarono positive a tracce della sostanza vietata efedrina contenuta nel farmaco prescritto per l'asma, il Marax. Il test positivo lo privò anche della possibilità di vincere altre medaglie, in quanto non gli fu permesso di prendere parte ad altre gare, compresi i 1.500 metri stile libero per i quali era detentore del record mondiale.  Prima delle Olimpiadi, DeMont aveva dichiarato correttamente i suoi farmaci per l'asma nei moduli per le dichiarazioni mediche, ma il Comitato Olimpico degli Stati Uniti (USOC) non aveva verificato la presenza di sostanze proibite insieme alla commissione medica del CIO.

## Elenco delle medaglie olimpiche ritirate
- In questo elenco sono riportate le medaglie ritirate dal CIO.
- Le medaglie ritirate sono contate una sola volta, indipendentemente dalla dimensione del team o dal numero di membri di un team squalificati anche se una medaglia ritirata ad un team comporta la restituzione fisica di più medaglie (una per ogni membro del team).[17]
- A meno di annotazioni diverse una medaglia di squadra ritirata implica che l'intera squadra è stata squalificata dall'evento (nel caso di medaglie ritirate alla squadra l'atleta o gli atleti in violazione sono indicati tra parentesi).
- (X) medaglia non riassegnata (9 casi)
- (Y) medaglia ancora da riassegnare o da dichiarare non riassegnabile (2 casi)
- (Z) non a causa di doping (11 casi)

| Edizione delle Olimpiadi | Atleta/i                                                                            | Stato                        | Medaglia | Evento                                                  | Note                    |
| ------------------------ | ----------------------------------------------------------------------------------- | ---------------------------- | -------- | ------------------------------------------------------- | ----------------------- |
| 1904 Sant Louis          | Jack Egan                                                                           | Stati Uniti                  | Argento  | Pugilato - Pesi leggeri (Z)                             | [ 4 ]                   |
| 1904 Sant Louis          | Jack Egan                                                                           | Stati Uniti                  | Bronzo   | Pugilato - Pesi welter (Z)                              | [ 4 ]                   |
| 1948 Londra              | Squadra di equitazione (Gehnäll Persson)                                            | Svezia                       | Oro      | Equitazione - Dressage a squadre (Z)                    | [ 6 ]                   |
| 1968 Città del Messico   | Squadra di pentathlon moderno (Hans-Gunnar Liljenwall)                              | Svezia                       | Bronzo   | Pentathlon moderno - Squadre                            | [ 18 ]                  |
| 1972 Monaco di Baviera   | Bakhvain Buyadaa                                                                    | Mongolia                     | Argento  | Judo - 63 kg maschile (X)                               | [ 19 ]                  |
| 1972 Monaco di Baviera   | Squadra di ciclismo (Aad van den Hoek)                                              | Paesi Bassi                  | Bronzo   | Ciclismo - Cronometro a squadre (X)                     | [ 20 ]                  |
| 1972 Monaco di Baviera   | Jaime Huélamo                                                                       | Spagna                       | Bronzo   | Ciclismo - Corsa in linea (X)                           | [ 20 ]                  |
| 1972 Monaco di Baviera   | Rick DeMont                                                                         | Stati Uniti                  | Oro      | Nuoto - 400 metri stile libero maschili                 | [ 14 ]                  |
| 1976 Innsbruck           | Galina Kulakova                                                                     | Unione Sovietica             | Bronzo   | Sci di fondo - 5 km femminile                           | [ 21 ]                  |
| 1976 Montréal            | Valentin Hristov                                                                    | Bulgaria                     | Oro      | Sollevamento pesi - Pesi massimi                        | [ 22 ]                  |
| 1976 Montréal            | Blagoj Blagoev                                                                      | Bulgaria                     | Argento  | Sollevamento pesi - Pesi massimi leggeri                | [ 23 ]                  |
| 1976 Montréal            | Zbigniew Kaczmarek                                                                  | Polonia                      | Oro      | Sollevamento pesi - Pesi leggeri                        | [ 24 ]                  |
| 1984 Los Angeles         | Martti Vainio                                                                       | Finlandia                    | Argento  | Atletica leggera - 10000 metri piani maschili           | [ 25 ]                  |
| 1984 Los Angeles         | Tomas Johansson                                                                     | Svezia                       | Argento  | Lotta - +100 kg                                         | [ 26 ]                  |
| 1988 Seul                | Mitko Grăblev                                                                       | Bulgaria                     | Oro      | Sollevamento pesi - Pesi gallo                          | [ 27 ]                  |
| 1988 Seul                | Angel Genčev                                                                        | Bulgaria                     | Oro      | Sollevamento pesi - Pesi leggeri                        | [ 27 ]                  |
| 1988 Seul                | Ben Johnson                                                                         | Canada                       | Oro      | Atletica leggera - 100 metri piani maschili             | [ 28 ]                  |
| 1988 Seul                | Andor Szanyi                                                                        | Ungheria                     | Argento  | Sollevamento pesi - Pesi massimi primi                  | [ 29 ]                  |
| 1988 Seul                | Kerrith Brown                                                                       | Regno Unito                  | Bronzo   | Judo - fino ai 71 kg                                    | [ 30 ]                  |
| 1992 Barcellona          | Ibragim Samadov                                                                     | Squadra Unificata            | Bronzo   | Sollevamento pesi - Pesi massimi leggeri (X, Z)         | [ 9 ]                   |
| 2000 Sydney              | Ashot Danielyan                                                                     | Armenia                      | Bronzo   | Sollevamento pesi - +105 kg                             | [ 31 ]                  |
| 2000 Sydney              | Izabela Dragneva                                                                    | Bulgaria                     | Oro      | Sollevamento pesi - 48 kg femminile                     | [ 32 ]                  |
| 2000 Sydney              | Ivan Ivanov                                                                         | Bulgaria                     | Argento  | Sollevamento pesi - 56 kg maschile                      | [ 32 ]                  |
| 2000 Sydney              | Sevdalin Minčev                                                                     | Bulgaria                     | Bronzo   | Sollevamento pesi - 62 kg maschile                      | [ 32 ]                  |
| 2000 Sydney              | Squadra di ginnastica (Dong Fangxiao)                                               | Cina                         | Bronzo   | Ginnastica artistica - Concorso a squadre femminile (Z) | [ 11 ]                  |
| 2000 Sydney              | Alexander Leipold                                                                   | Germania                     | Oro      | Lotta libera - maschile 76 kg                           | [ 33 ]                  |
| 2000 Sydney              | Andreea Răducan                                                                     | Romania                      | Oro      | Ginnastica artistica - Concorso individuale             | [ 34 ]                  |
| 2000 Sydney              | Marion Jones                                                                        | Stati Uniti                  | Oro      | Atletica leggera - 100 metri piani femminili (X)        | [ 35 ]                  |
| 2000 Sydney              | Marion Jones                                                                        | Stati Uniti                  | Oro      | Atletica leggera - 200 metri piani femminili            | [ 35 ]                  |
| 2000 Sydney              | Marion Jones                                                                        | Stati Uniti                  | Bronzo   | Atletica leggera - salto in lungo femminile             | [ 35 ]                  |
| 2000 Sydney              | Staffetta 4x400 (Antonio Pettigrew, Jerome Young)                                   | Stati Uniti                  | Oro      | Atletica leggera - Staffetta 4×400 metri maschile       | [ 36 ]                  |
| 2000 Sydney              | Lance Armstrong                                                                     | Stati Uniti                  | Bronzo   | Ciclismo - Corsa in linea maschile (X)                  | [ 37 ]                  |
| 2002 Salt Lake City      | Alain Baxter                                                                        | Regno Unito                  | Bronzo   | Sci alpino - Slalom speciale                            | [ 38 ]                  |
| 2002 Salt Lake City      | Ol'ga Danilova                                                                      | Russia                       | Oro      | Sci di fondo - Inseguimento 10 km                       | [ 39 ]                  |
| 2002 Salt Lake City      | Ol'ga Danilova                                                                      | Russia                       | Argento  | Sci di fondo - 10 km tecnica classica femminile         | [ 39 ]                  |
| 2002 Salt Lake City      | Larisa Lazutina                                                                     | Russia                       | Oro      | Sci di fondo - 30 km tecnica classica femminile         | [ 39 ] [ 40 ]           |
| 2002 Salt Lake City      | Larisa Lazutina                                                                     | Russia                       | Argento  | Sci di fondo - 15 km tecnica libera femminile           | [ 41 ]                  |
| 2002 Salt Lake City      | Larisa Lazutina                                                                     | Russia                       | Argento  | Sci di fondo - Inseguimento 10 km                       | [ 41 ]                  |
| 2002 Salt Lake City      | Johann Mühlegg                                                                      | Spagna                       | Oro      | Sci di fondo - 50 km tecnica classica maschile          | [ 39 ]                  |
| 2002 Salt Lake City      | Johann Mühlegg                                                                      | Spagna                       | Oro      | Sci di fondo - 30 km tecnica libera maschile            | [ 42 ]                  |
| 2002 Salt Lake City      | Johann Mühlegg                                                                      | Spagna                       | Oro      | Inseguimento 20 km                                      | [ 42 ]                  |
| 2004 Atene               | Ivan Cichan                                                                         | Bielorussia                  | Argento  | Atletica leggera - Lancio del martello maschile (X)     | [ 43 ]                  |
| 2004 Atene               | Iryna Jatčanka                                                                      | Bielorussia                  | Bronzo   | Atletica leggera - Lancio del disco femminile           | [ 43 ]                  |
| 2004 Atene               | Squadra di equitazione (Ludger Beerbaum su Goldfever)                               | Germania                     | Oro      | Equitazione - Salto ostacoli a squadre                  | [ 44 ]                  |
| 2004 Atene               | Leonidas Sabanis                                                                    | Grecia                       | Bronzo   | Sollevamento pesi - 62 kg maschile                      | [ 45 ]                  |
| 2004 Atene               | Adrián Annus                                                                        | Ungheria                     | Oro      | Atletica leggera - Lancio del martello maschile         | [ 46 ]                  |
| 2004 Atene               | Róbert Fazekas                                                                      | Ungheria                     | Oro      | Lancio del disco maschile                               | [ 47 ]                  |
| 2004 Atene               | Ferenc Gyurkovics                                                                   | Ungheria                     | Argento  | Sollevamento pesi - 105 kg maschile                     | [ 48 ]                  |
| 2004 Atene               | Waterford Crystal (cavallo, Cian O'Connor cavaliere)                                | Irlanda                      | Oro      | Equitazione - Salto ostacoli individuale                | [ 49 ]                  |
| 2004 Atene               | Irina Koržanenko                                                                    | Russia                       | Oro      | Atletica leggera - Getto del peso femminile             | [ 50 ]                  |
| 2004 Atene               | Svetlana Krivelëva                                                                  | Russia                       | Bronzo   | Atletica leggera - Getto del peso femminile (X)         | [ 43 ]                  |
| 2004 Atene               | Oleg Perepečënov                                                                    | Russia                       | Bronzo   | Sollevamento pesi - 77 kg maschile                      | [ 51 ]                  |
| 2004 Atene               | Jurij Bilonoh                                                                       | Ucraina                      | Oro      | Atletica leggera - Getto del peso maschile              | [ 43 ]                  |
| 2004 Atene               | Squadra di canottaggio (Olena Olefirenko)                                           | Ucraina                      | Bronzo   | Canottaggio - 4 di coppia femminile                     | [ 52 ]                  |
| 2004 Atene               | Tyler Hamilton                                                                      | Stati Uniti                  | Oro      | Ciclismo - Cronometro maschile                          | [ 53 ]                  |
| 2006 Torino              | Ol'ga Pylëva                                                                        | Russia                       | Argento  | Biathlon - 15 km femminile                              | [ 54 ]                  |
| 2008 Pechino             | Tigran Gevorg Martirosyan                                                           | Armenia                      | Bronzo   | Sollevamento pesi - 69 kg maschile                      | [ 55 ]                  |
| 2008 Pechino             | Vitali Rəhimov                                                                      | Azerbaigian                  | Argento  | Lotta greco-romana - 60 kg                              | [ 56 ]                  |
| 2008 Pechino             | Rashid Ramzi                                                                        | Bahrein                      | Oro      | Atletica leggera - 1500 metri piani maschili            | [ 57 ]                  |
| 2008 Pechino             | Aksana Mjan'kova                                                                    | Bielorussia                  | Oro      | Atletica leggera - Lancio del martello femminile        | [ 58 ]                  |
| 2008 Pechino             | Natallja Michnevič                                                                  | Bielorussia                  | Argento  | Atletica leggera - Getto del peso femminile             | [ 58 ]                  |
| 2008 Pechino             | Andrėj Rybakoŭ                                                                      | Bielorussia                  | Argento  | Sollevamento pesi - 85 kg maschile                      | [ 60 ]                  |
| 2008 Pechino             | Andrėj Michnevič                                                                    | Bielorussia                  | Bronzo   | Atletica leggera - Getto del peso maschile              | [ 61 ]                  |
| 2008 Pechino             | Anastasija Novikava                                                                 | Bielorussia                  | Bronzo   | Sollevamento pesi - 53 kg femminile                     | [ 60 ]                  |
| 2008 Pechino             | Nadzeja Astapčuk                                                                    | Bielorussia                  | Bronzo   | Atletica leggera - Getto del peso femminile             | [ 62 ]                  |
| 2008 Pechino             | Liu Chunhong                                                                        | Cina                         | Oro      | Sollevamento pesi - 69 kg femminile                     | [ 62 ]                  |
| 2008 Pechino             | Cao Lei                                                                             | Cina                         | Oro      | Sollevamento pesi - 75 kg femminile                     | [ 62 ]                  |
| 2008 Pechino             | Chen Xiexia                                                                         | Cina                         | Oro      | Sollevamento pesi - 48 kg femminile                     | [ 62 ]                  |
| 2008 Pechino             | Yarelys Barrios                                                                     | Cuba                         | Argento  | Atletica leggera - Lancio del disco femminile           | [ 63 ]                  |
| 2008 Pechino             | Chrysopīgī Devetzī                                                                  | Grecia                       | Bronzo   | Atletica leggera - Salto triplo femminile               | [ 56 ]                  |
| 2008 Pechino             | Davide Rebellin                                                                     | Italia                       | Argento  | Ciclismo - Corsa in linea maschile                      | [ 64 ]                  |
| 2008 Pechino             | Staffetta 4x100 (Nesta Carter)                                                      | Giamaica                     | Oro      | Atletica leggera - Staffetta 4×100 metri maschile       | [ 65 ]                  |
| 2008 Pechino             | Ilya Ilin                                                                           | Kazakistan                   | Oro      | Sollevamento pesi - 94 kg maschile                      | [ 58 ]                  |
| 2008 Pechino             | Irina Nekrassova                                                                    | Kazakistan                   | Argento  | Sollevamento pesi - 63 kg femminile                     | [ 56 ]                  |
| 2008 Pechino             | Taimuraz Tigiyev                                                                    | Kazakistan                   | Argento  | Lotta libera - 96 kg maschile                           | [ 60 ]                  |
| 2008 Pechino             | Mariya Grabovetskaya                                                                | Kazakistan                   | Bronzo   | Sollevamento pesi - +75 kg femminile                    | [ 56 ]                  |
| 2008 Pechino             | Asset Mambetov                                                                      | Kazakistan                   | Bronzo   | Lotta greco-romana - 96 kg                              | [ 56 ]                  |
| 2008 Pechino             | Kim Jong-su                                                                         | Corea del Nord               | Argento  | Tiro - Pistola 50 metri maschile                        | [ 66 ]                  |
| 2008 Pechino             | Kim Jong-su                                                                         | Corea del Nord               | Bronzo   | Tiro - Pistola 10 metri aria compressa maschile         | [ 66 ] [ 67 ]           |
| 2008 Pechino             | Squadra(Camiro con Tony André Hansen cavaliere)                                     | Norvegia                     | Bronzo   | Equitazione - Salto ostacoli a squadre                  | [ 68 ]                  |
| 2008 Pechino             | Staffetta 4x100 (Julija Čermošanskaja)                                              | Russia                       | Oro      | Atletica leggera - Staffetta 4×100 metri femminile      | [ 69 ]                  |
| 2008 Pechino             | Marija Abakumova                                                                    | Russia                       | Argento  | Atletica leggera - Lancio del giavellotto femminile     | [ 70 ]                  |
| 2008 Pechino             | Chasan Baroev                                                                       | Russia                       | Argento  | Lotta greco-romana - 120 kg                             | [ 56 ]                  |
| 2008 Pechino             | Tat'jana Lebedeva                                                                   | Russia                       | Argento  | Atletica leggera - Salto triplo femminile               | [ 65 ]                  |
| 2008 Pechino             | Tat'jana Lebedeva                                                                   | Russia                       | Argento  | Atletica leggera - Salto in lungo femminile             | [ 65 ]                  |
| 2008 Pechino             | Staffetta 4×400 (Anastasija Kapačinskaja, Tat'jana Firova)                          | Russia                       | Argento  | Atletica leggera - Staffetta 4×400 metri femminile      | [ 55 ]                  |
| 2008 Pechino             | Marina Šainova                                                                      | Russia                       | Argento  | Sollevamento pesi - 58 kg femminile                     | [ 55 ]                  |
| 2008 Pechino             | Chadžimurat Akkaev                                                                  | Russia                       | Bronzo   | Sollevamento pesi - 94 kg maschile                      | [ 56 ]                  |
| 2008 Pechino             | Anna Čičerova                                                                       | Russia                       | Bronzo   | Atletica leggera - Salto in alto femminile              | [ 73 ]                  |
| 2008 Pechino             | Nadezhda Evstyukhina                                                                | Russia                       | Bronzo   | Sollevamento pesi - 75 kg femminile                     | [ 55 ]                  |
| 2008 Pechino             | Dmitry Lapikov                                                                      | Russia                       | Bronzo   | Sollevamento pesi - 105 kg maschile                     | [ 56 ]                  |
| 2008 Pechino             | Tat'jana Černova                                                                    | Russia                       | Bronzo   | Atletica leggera - Eptathlon                            | [ 74 ]                  |
| 2008 Pechino             | Staffetta 4×400 (Denis Alekseev)                                                    | Russia                       | Bronzo   | Atletica leggera - Staffetta 4×400 metri maschile       | [ 70 ]                  |
| 2008 Pechino             | Ekaterina Volkova                                                                   | Russia                       | Bronzo   | Atletica leggera - 3000 metri siepi femminili           | [ 60 ]                  |
| 2008 Pechino             | Ara Abrahamian                                                                      | Svezia                       | Bronzo   | Lotta greco-romana - 84 kg (X, Z)                       | [ 75 ]                  |
| 2008 Pechino             | Elvan Abeylegesse                                                                   | Turchia                      | Argento  | Atletica leggera - 5000 metri piani femminili           | [ 76 ]                  |
| 2008 Pechino             | Elvan Abeylegesse                                                                   | Turchia                      | Argento  | Atletica leggera - 10000 metri piani femminili          | [ 76 ]                  |
| 2008 Pechino             | Sibel Özkan                                                                         | Turchia                      | Argento  | Sollevamento pesi - 48 kg femminile                     | [ 77 ]                  |
| 2008 Pechino             | Ljudmyla Blons'ka                                                                   | Ucraina                      | Argento  | Atletica leggera - Eptathlon                            | [ 78 ]                  |
| 2008 Pechino             | Vasyl Fedoryshyn                                                                    | Ucraina                      | Argento  | Lotta libera - 60 kg maschile                           | [ 79 ]                  |
| 2008 Pechino             | Ol'ha Korobka                                                                       | Ucraina                      | Argento  | Sollevamento pesi - +75 kg femminile                    | [ 60 ]                  |
| 2008 Pechino             | Nataliya Davydova                                                                   | Ucraina                      | Bronzo   | Sollevamento pesi - 69 kg femminile                     | [ 56 ]                  |
| 2008 Pechino             | Viktorija Tereščuk                                                                  | Ucraina                      | Bronzo   | Pentathlon moderno - Donne                              | [ 80 ]                  |
| 2008 Pechino             | Denys Jurčenko                                                                      | Ucraina                      | Bronzo   | Atletica leggera - Salto con l'asta maschile            | [ 56 ]                  |
| 2008 Pechino             | Artur Tajmazov                                                                      | Uzbekistan                   | Oro      | Lotta libera - 120 kg maschile                          | [ 79 ]                  |
| 2008 Pechino             | Soslan Tigiev                                                                       | Uzbekistan                   | Argento  | Lotta libera - 74 kg maschile                           | [ 60 ]                  |
| 2012 Londra              | Hripsime Khurshudyan                                                                | Armenia                      | Bronzo   | Sollevamento pesi - +75 kg femminile                    | [ 81 ]                  |
| 2012 Londra              | Valentin Hristov                                                                    | Azerbaigian                  | Bronzo   | Sollevamento pesi - 56 kg maschile                      | [ 82 ]                  |
| 2012 Londra              | Nadzeja Astapčuk                                                                    | Bielorussia                  | Oro      | Atletica leggera - Getto del peso femminile             | [ 83 ]                  |
| 2012 Londra              | Iryna Kuleša                                                                        | Bielorussia                  | Bronzo   | Sollevamento pesi - 75 kg femminile                     | [ 81 ]                  |
| 2012 Londra              | Maryna Škermankova                                                                  | Bielorussia                  | Bronzo   | Sollevamento pesi - 69 kg femminile                     | [ 85 ]                  |
| 2012 Londra              | Davit Modzmanashvili                                                                | Georgia                      | Argento  | Lotta libera - 120 kg maschile                          | [ 86 ]                  |
| 2012 Londra              | Zul'fija Činšanlo                                                                   | Kazakistan                   | Oro      | Sollevamento pesi - 53 kg femminile                     | [ 85 ]                  |
| 2012 Londra              | Ilya Ilin                                                                           | Kazakistan                   | Oro      | Sollevamento pesi - 94 kg maschile                      | [ 58 ]                  |
| 2012 Londra              | Maiya Maneza                                                                        | Kazakistan                   | Oro      | Sollevamento pesi - 63 kg femminile                     | [ 85 ]                  |
| 2012 Londra              | Svetlana Podobedova                                                                 | Kazakistan                   | Oro      | Sollevamento pesi - 75 kg femminile                     | [ 85 ]                  |
| 2012 Londra              | Jevgenij Šuklin                                                                     | Lituania                     | Argento  | Canoa/kayak - C1 200 metri maschile                     | [ 87 ]                  |
| 2012 Londra              | Anatolii Cîrîcu                                                                     | Moldavia                     | Bronzo   | Sollevamento pesi - 94 kg maschile                      | [ 81 ]                  |
| 2012 Londra              | Cristina Iovu                                                                       | Moldavia                     | Bronzo   | Sollevamento pesi - 53 kg femminile                     | [ 81 ]                  |
| 2012 Londra              | Răzvan Martin                                                                       | Romania                      | Bronzo   | Sollevamento pesi - 69 kg maschile                      | [ 88 ]                  |
| 2012 Londra              | Roxana Cocoș                                                                        | Romania                      | Argento  | Sollevamento pesi - 69 kg femminile                     | [ 88 ]                  |
| 2012 Londra              | Natal'ja Antjuch                                                                    | Russia                       | Oro      | Atletica leggera - 400 metri ostacoli femminili         | [ 89 ]                  |
| 2012 Londra              | Sergej Kirdjapkin                                                                   | Russia                       | Oro      | Atletica leggera - Marcia 50 km                         | [ 90 ]                  |
| 2012 Londra              | Elena Lašmanova                                                                     | Russia                       | Oro      | Atletica leggera - Marcia 20 km femminile               | [ 91 ] [ 92 ]           |
| 2012 Londra              | Ivan Uchov                                                                          | Russia                       | Oro      | Atletica leggera - Salto in alto maschile               | [ 93 ]                  |
| 2012 Londra              | Tat'jana Lysenko                                                                    | Russia                       | Oro      | Atletica leggera - Lancio del martello femminile        | [ 94 ]                  |
| 2012 Londra              | Marija Savinova                                                                     | Russia                       | Oro      | Atletica leggera - 800 metri piani femminili            | [ 95 ] [ 96 ]           |
| 2012 Londra              | Julija Zaripova                                                                     | Russia                       | Oro      | Atletica leggera - 3000 metri siepi femminili           | [ 81 ] [ 97 ]           |
| 2012 Londra              | Apti Auchadov                                                                       | Russia                       | Argento  | Sollevamento pesi - 85 kg maschile                      | [ 98 ]                  |
| 2012 Londra              | Aleksandr Ivanov                                                                    | Russia                       | Argento  | Sollevamento pesi - 94 kg maschile                      | [ 81 ]                  |
| 2012 Londra              | Ol'ga Kanis'kina                                                                    | Russia                       | Argento  | Atletica leggera - Marcia 20 km femminile               | [ 99 ]                  |
| 2012 Londra              | Evgenija Kolodko                                                                    | Russia                       | Argento  | Atletica leggera - Getto del peso femminile             | [ 100 ]                 |
| 2012 Londra              | Dar'ja Piščal'nikova                                                                | Russia                       | Argento  | Atletica leggera - Lancio del disco femminile           | [ 101 ]                 |
| 2012 Londra              | Relay team (Antonina Krivošapka, Julija Guščina, Tat'jana Firova, Natal'ja Antjuch) | Russia                       | Argento  | Atletica leggera - Staffetta 4×400 metri femminile      | [ 102 ] [ 103 ] [ 104 ] |
| 2012 Londra              | Svetlana Carukaeva                                                                  | Russia                       | Argento  | Sollevamento pesi - 63 kg femminile                     | [ 79 ]                  |
| 2012 Londra              | Natal'ja Zabolotnaja                                                                | Russia                       | Argento  | Sollevamento pesi - 75 kg femminile                     | [ 81 ]                  |
| 2012 Londra              | Tat'jana Černova                                                                    | Russia                       | Bronzo   | Atletica leggera - Eptathlon                            | [ 105 ]                 |
| 2012 Londra              | Svetlana Školina                                                                    | Russia                       | Bronzo   | Atletica leggera - Salto in alto femminile              | [ 104 ]                 |
| 2012 Londra              | Ruslan Albegov                                                                      | Russia                       | Bronzo   | Sollevamento pesi - +105 kg maschile                    | [ 106 ]                 |
| 2012 Londra              | Asli Cakir Alptekin                                                                 | Turchia                      | Oro      | Atletica leggera - 1500 metri piani femminili           | [ 107 ]                 |
| 2012 Londra              | Gamze Bulut                                                                         | Turchia                      | Argento  | Atletica leggera - 1500 metri piani femminili           | [ 76 ]                  |
| 2012 Londra              | Staffetta 4×100 (Tyson Gay)                                                         | Stati Uniti                  | Argento  | Atletica leggera - Staffetta 4×100 metri maschile       | [ 108 ]                 |
| 2012 Londra              | Oleksiy Torokhtiy                                                                   | Ucraina                      | Oro      | Sollevamento pesi - 105 kg maschile                     | [ 109 ]                 |
| 2012 Londra              | Oleksandr P"jatnycja                                                                | Ucraina                      | Argento  | Atletica leggera - Lancio del giavellotto maschile      | [ 110 ]                 |
| 2012 Londra              | Julija Kalina                                                                       | Ucraina                      | Bronzo   | Sollevamento pesi - 58 kg femminile                     | [ 111 ]                 |
| 2012 Londra              | Artur Tajmazov                                                                      | Uzbekistan                   | Oro      | Lotta libera - 120 kg maschile                          | [ 112 ]                 |
| 2012 Londra              | Soslan Tigiev                                                                       | Uzbekistan                   | Bronzo   | Lotta libera - 74 kg maschile                           | [ 113 ]                 |
| 2014 Soči                | Bob a due (Aleksandr Zubkov, Aleksej Voevoda)                                       | Russia                       | Oro      | Bob - Bob a due maschile                                | [ 114 ] [ 115 ] [ 116 ] |
| 2014 Soči                | Bob a quattro (Aleksandr Zubkov, Aleksej Voevoda)                                   | Russia                       | Oro      | Bob - Bob a quattro maschile                            | [ 114 ] [ 115 ] [ 116 ] |
| 2014 Soči                | Staffetta 4x7,5 (Evgenij Ustjugov)                                                  | Russia                       | Oro      | Biathlon - Staffetta 4x7,5 km maschile (Y)              | [ 117 ]                 |
| 2014 Soči                | Staffetta 4x6 km (Ol'ga Zajceva)                                                    | Russia                       | Argento  | Biathlon - Staffetta 4x6 km femminile                   | [ 115 ]                 |
| 2016 Rio                 | Nijat Rahimov                                                                       | Kazakistan                   | Oro      | Sollevamento pesi - 77 kg maschile (Y)                  | [ 118 ] [ 119 ]         |
| 2016 Rio                 | Izzat Artykov                                                                       | Kirghizistan                 | Bronzo   | Sollevamento pesi - 69 kg maschile                      | [ 120 ]                 |
| 2016 Rio                 | Serghei Tarnovschi                                                                  | Moldavia                     | Bronzo   | Canoa/kayak - C1 1000 metri maschile                    | [ 121 ]                 |
| 2016 Rio                 | Gabriel Sîncrăian                                                                   | Romania                      | Bronzo   | Sollevamento pesi - 85 kg maschile                      | [ 122 ]                 |
| 2016 Rio                 | Michail Alojan                                                                      | Russia                       | Argento  | Pugilato - Pesi mosca maschile                          | [ 122 ]                 |
| 2018 Pyeongchang         | Squadra di curling (Aleksandr Krušel'nickij)                                        | Atleti Olimpici dalla Russia | Bronzo   | Curling - Doppio misto                                  | [ 123 ]                 |
| 2020 Tokyo               | Staffetta 4×100 (Chijindu Ujah)                                                     | Regno Unito                  | Argento  | Atletica leggera - Staffetta 4×100 metri maschile       | [ 124 ]                 |
| 2022 Pechino             | Squadra di pattinaggio di figura (Kamila Valieva)                                   | ROC                          | Oro      | Pattinaggio di figura - Gara a squadre                  | [ 125 ] [ 126 ]         |

## Elenco delle medaglie olimpiche ritirate e successivamente restituite
Di seguito l'elenco delle medaglie olimpiche ritirate dal CIO e successivamente restituite all'atleta dallo stesso CIO.
| Edizione delle Olimpiadi | Atleta/i                                                                         | Stato                     | Medaglia | Evento                                             | Note    |
| ------------------------ | -------------------------------------------------------------------------------- | ------------------------- | -------- | -------------------------------------------------- | ------- |
| 1912 Stoccolma           | Jim Thorpe                                                                       | Stati Uniti               | Oro      | Atletica leggera - Pentathlon (Z)                  | [ 5 ]   |
| 1912 Stoccolma           | Jim Thorpe                                                                       | Stati Uniti               | Oro      | Atletica leggera - Decathlon (Z)                   | [ 5 ]   |
| 1952 Helsinki            | Ingemar Johansson                                                                | Svezia                    | Argento  | Pugilato - Pesi massimi (Z)                        | [ 127 ] |
| 1964 Innsbruck           | Marika Kilius, Hans-Jürgen Bäumler                                               | Squadra Unificata Tedesca | Argento  | Pattinaggio di figura a coppie (Z)                 | [ 8 ]   |
| 1998 Nagano              | Ross Rebagliati                                                                  | Canada                    | Oro      | Snowboard - Slalom gigante maschile                | [ 128 ] |
| 2000 Sydney              | Staffetta 4x400 (eccetto Marion Jones)                                           | Stati Uniti               | Oro      | Atletica leggera - Staffetta 4×400 metri femminile | [ 129 ] |
| 2000 Sydney              | Staffetta 4x100 (eccetto Marion Jones)                                           | Stati Uniti               | Bronzo   | Atletica leggera - Staffetta 4×100 metri femminile | [ 129 ] |
| 2004 Atene               | María Luisa Calle                                                                | Colombia                  | Bronzo   | Ciclismo - Corsa a punti femminile                 | [ 130 ] |
| 2008 Pechino             | Vadzim Dzevjatoŭski                                                              | Bielorussia               | Argento  | Atletica leggera - Lancio del martello maschile    | [ 131 ] |
| 2008 Pechino             | Ivan Cichan                                                                      | Bielorussia               | Bronzo   | Atletica leggera - Lancio del martello maschile    | [ 131 ] |
| 2014 Soči                | Aleksandr Legkov                                                                 | Russia                    | Oro      | Sci di fondo - 50 km maschile                      | [ 132 ] |
| 2014 Soči                | Aleksandr Tret'jakov                                                             | Russia                    | Oro      | Skeleton - Singolo maschile                        | [ 132 ] |
| 2014 Soči                | Staffetta maschile (Aleksandr Legkov, Maksim Vylegžanin, Aleksandr Bessmertnych) | Russia                    | Argento  | Sci di fondo - Staffetta maschile                  | [ 132 ] |
| 2014 Soči                | Maksim Vylegžanin                                                                | Russia                    | Argento  | Sci di fondo - 50 km maschile                      | [ 132 ] |
| 2014 Soči                | Squadra di fondo (Maksim Vylegžanin, Nikita Krjukov)                             | Russia                    | Argento  | Sci di fondo - Sprint a squadre maschile           | [ 132 ] |
| 2014 Soči                | Ol'ga Viluchina                                                                  | Russia                    | Argento  | Biathlon - 7,5 km sprint femminile                 | [ 133 ] |
| 2014 Soči                | Ol'ga Fatkulina                                                                  | Russia                    | Argento  | Pattinaggio di velocità - 500 m femminile          | [ 132 ] |
| 2014 Soči                | Al'bert Demčenko                                                                 | Russia                    | Argento  | Slittino - Singolo maschile                        | [ 132 ] |
| 2014 Soči                | Squadra di slittino (Al'bert Demčenko, Tat'jana Ivanova)                         | Russia                    | Argento  | Slittino - Gara a squadre                          | [ 132 ] |
| 2014 Soči                | Elena Nikitina                                                                   | Russia                    | Bronzo   | Skeleton - Singolo femminile                       | [ 132 ] |
| 2014 Soči                | Nicklas Bäckström                                                                | Svezia                    | Argento  | Hockey su ghiaccio - Torneo maschile               | [ 134 ] |
| 2022 Pechino             | Daniela Maier                                                                    | Germania                  | Bronzo   | Freestyle - Ski cross femminile (Z)                | [ 12 ]  |

## Medaglie ritirate, restituite e nuovamente ritirate
Le medaglie d'oro alla Staffetta 4×400 metri maschile delle Olimpiadi del 2000 furono assegnate alla squadra USA composta da Jerome Young, Michael Johnson, Antonio Pettigrew, Angelo Taylor, Alvin Harrison e Calvin Harrison. Nel 2004, dopo la squalifica retroattiva di Young (che aveva corso nelle batterie) dal 1999 al 2001 a tutti e sei i componenti venne ritirata la medaglia.
Nel 2005 il Tribunale Arbitrale dello Sport riassegnò le medaglie ai cinque componenti della squadra in base al principio che, secondo le regole dell'epoca, una squadra non doveva essere squalificata a causa del doping di uno dei componenti che non aveva preso parte alla finale. Nel 2008 Pettigrew ammise l'uso di sostanze dopanti dal 1997 al 2003 e l'intersa squadra venne nuovamente squalificata.

## Medaglie ritirate per stato
In totale sono 38 gli stati ai quali sono state ritirate delle medaglie, contando separatamente Russia e l'Unione Sovietica, la Squadra Unificata del 1992, gli Atleti Olimpici dalla Russia del 2018 e la squadra del Comitato Olimpico russo del 2022. In totale 97 (61%) di tutte le medaglie ritirate sono di stati ex-sovietici.
| Medaglie ritirate per stato  | Medaglie ritirate per stato | Medaglie ritirate per stato | Medaglie ritirate per stato | Medaglie ritirate per stato |
| ---------------------------- | --------------------------- | --------------------------- | --------------------------- | --------------------------- |
| Stato                        | Oro                         | Argento                     | Bronzo                      | Totale                      |
| Russia                       | 14                          | 20                          | 12                          | 46                          |
| Ucraina                      | 2                           | 4                           | 5                           | 11                          |
| Bielorussia                  | 2                           | 3                           | 6                           | 11                          |
| Kazakistan                   | 6                           | 2                           | 2                           | 10                          |
| Stati Uniti                  | 5                           | 2                           | 3                           | 10                          |
| Bulgaria                     | 4                           | 2                           | 1                           | 7                           |
| Turchia                      | 1                           | 4                           | 0                           | 5                           |
| Cina                         | 3                           | 0                           | 1                           | 4                           |
| Spagna                       | 3                           | 0                           | 1                           | 4                           |
| Ungheria                     | 2                           | 2                           | 0                           | 4                           |
| Uzbekistan                   | 2                           | 1                           | 1                           | 4                           |
| Romania                      | 1                           | 1                           | 2                           | 4                           |
| Svezia                       | 1                           | 1                           | 2                           | 4                           |
| Regno Unito                  | 0                           | 1                           | 2                           | 3                           |
| Armenia                      | 0                           | 0                           | 3                           | 3                           |
| Moldavia                     | 0                           | 0                           | 3                           | 3                           |
| Germania                     | 2                           | 0                           | 0                           | 2                           |
| Azerbaigian                  | 0                           | 1                           | 1                           | 2                           |
| Corea del Nord               | 0                           | 1                           | 1                           | 2                           |
| Grecia                       | 0                           | 0                           | 2                           | 2                           |
| Brunei                       | 1                           | 0                           | 0                           | 1                           |
| Canada                       | 1                           | 0                           | 0                           | 1                           |
| Irlanda                      | 1                           | 0                           | 0                           | 1                           |
| Giamaica                     | 1                           | 0                           | 0                           | 1                           |
| Polonia                      | 1                           | 0                           | 0                           | 1                           |
| ROC                          | 1                           | 0                           | 0                           | 1                           |
| Cuba                         | 0                           | 1                           | 0                           | 1                           |
| Finlandia                    | 0                           | 1                           | 0                           | 1                           |
| Georgia                      | 0                           | 1                           | 0                           | 1                           |
| Italia                       | 0                           | 1                           | 0                           | 1                           |
| Lituania                     | 0                           | 1                           | 0                           | 1                           |
| Mongolia                     | 0                           | 1                           | 0                           | 1                           |
| Kirghizistan                 | 0                           | 0                           | 1                           | 1                           |
| Paesi Bassi                  | 0                           | 0                           | 1                           | 1                           |
| Norvegia                     | 0                           | 0                           | 1                           | 1                           |
| Atleti Olimpici dalla Russia | 0                           | 0                           | 1                           | 1                           |
| Unione Sovietica             | 0                           | 0                           | 1                           | 1                           |
| Squadra Unificata            | 0                           | 0                           | 1                           | 1                           |
| Totale                       | 54                          | 51                          | 54                          | 159                         |

## Medaglie ritirate per genere
La maggioranza delle medaglie sono state ritirate in gare maschili. La maggioranza delle medaglie d'oro e di bronzo ritirate erano state assegnate a uomini mentre la maggioranza delle medaglie d'argento ritirate erano state assegnate a donne.
Nella tabella sottostante gli eventi misti sono stati classificate in base al genere del componente che ha causato il ritiro della medaglia. Se entrambi i componenti hanno causato il ritiro sono entrambi conteggiati. Si noti che le medaglie ritirate a Marion Jones nella staffetta non sono conteggiate.
| Medaglie ritirate per genere | Medaglie ritirate per genere | Medaglie ritirate per genere | Medaglie ritirate per genere | Medaglie ritirate per genere | Medaglie ritirate per genere |
| ---------------------------- | ---------------------------- | ---------------------------- | ---------------------------- | ---------------------------- | ---------------------------- |
| Genere                       | Oro                          | Argento                      | Bronzo                       | Totale                       | Percentuale                  |
| Maschi                       | 31                           | 25                           | 31                           | 87                           | 55%                          |
| Femmine                      | 23                           | 26                           | 23                           | 72                           | 45%                          |
| Totale                       | 54                           | 51                           | 54                           | 159                          | 100%                         |

## Medaglie ritirate per sport
Sono state ritirate medaglie in 19 specialità sportive, 13 di queste fanno parte del programma estivo e 6 del programma invernale. L'atletica leggera e il sollevamento pesi sono gli sport con il più elevato numero di medaglie ritirate. Le medaglie ritirate nelle Olimpiadi invernali sono solo 17, la maggioranza nello sci di fondo.
| Medaglie ritirate per sport | Medaglie ritirate per sport | Medaglie ritirate per sport | Medaglie ritirate per sport | Medaglie ritirate per sport |
| --------------------------- | --------------------------- | --------------------------- | --------------------------- | --------------------------- |
| Sport                       | Oro                         | Argento                     | Bronzo                      | Totale                      |
| Atletica leggera            | 21                          | 19                          | 13                          | 53                          |
| Sollevamento pesi           | 15                          | 14                          | 23                          | 52                          |
| Lotta                       | 3                           | 7                           | 3                           | 13                          |
| Sci di fondo                | 5                           | 3                           | 1                           | 9                           |
| Ciclismo                    | 1                           | 1                           | 3                           | 5                           |
| Equitazione                 | 3                           | 0                           | 1                           | 4                           |
| Biathlon                    | 1                           | 2                           | 0                           | 3                           |
| Pugilato                    | 0                           | 2                           | 1                           | 3                           |
| Bob                         | 2                           | 0                           | 0                           | 2                           |
| Ginnastica                  | 1                           | 0                           | 1                           | 2                           |
| Canoa                       | 0                           | 1                           | 1                           | 2                           |
| Judo                        | 0                           | 1                           | 1                           | 2                           |
| Tiro                        | 0                           | 1                           | 1                           | 2                           |
| Pentathlon moderno          | 0                           | 0                           | 2                           | 2                           |
| Pattinaggio di figura       | 1                           | 0                           | 0                           | 1                           |
| Nuoto                       | 1                           | 0                           | 0                           | 1                           |
| Sci alpino                  | 0                           | 0                           | 1                           | 1                           |
| Curling                     | 0                           | 0                           | 1                           | 1                           |
| Canottaggio                 | 0                           | 0                           | 1                           | 1                           |
| Totale                      | 54                          | 51                          | 54                          | 159                         |